# Martin Lichtenstein
Martin Hinrich Lichtenstein (Hamburg, 10 januari 1780 – 2 september 1857) was een Duits natuuronderzoeker en zoöloog, zoon van Anton Lichtenstein, die ook een beroemd zoöloog was.

## Levensloop
Martin Hinrich Lichtenstein studeerde in Jena en Helmstedt medicijnen, voordat hij tussen 1802 en 1806 naar Zuid-Afrika reisde waar hij de lijfarts van de gouverneur van Kaap de Goede Hoop werd. 
Weer terug in Berlijn richtte hij in 1810 het Museum für Naturkunde op en werd daarvan in 1813 de directeur.  
In 1811 bekleedde hij de eerste leerstoel als hoogleraar in de zoölogie aan de Humboldt-Universiteit te Berlijn.
Lichtenstein was ook de initiatiefnemer en eerste directeur van de Zoologischer Garten Berlin. In 1841 overreedde hij prins Frederik Willem IV van Pruisen het stuk grond voor de dierentuin te kopen.
Daarnaast had Martin Lichtenstein ook belangstelling voor muziek en beschikte hij over muzikaal talent. Als kind kreeg hij muziekles van Carl Philipp Emanuel Bach. Als lid van de Berlijnse zang-academie, was hij een van de toonaangevende zangstemmen en daarnaast ook medewerker van de voorzitter onder directeur Carl Friedrich Zelter en Carl Friedrich Rungenhagen. Hij maakte ter gelegenheid van de vijftigste verjaardag van de zangacademie in 1841 een omvangrijk gedenkschrift.

## Nalatenschap
Hij beschreef een groot aantal nieuwe soorten amfibieën, reptielen en vogels voor de wetenschap. Zo vermeldt de IOC World Bird List meer dan 80 vogelsoorten die door hem werden beschreven. Bekende door hem beschreven soorten zijn de Australische koningsparkiet (Alisterus scapularis) en het kroonzandhoen (Pterocles coronatus) en een padadder (Causus rhombeatus). Om hem te eren werden door anderen een groot aantal nieuw beschreven dieren naar Lichtenstein genoemd zoals de Lichtensteins zandhoen (Pterocles lichtensteinii), de padadder (Causus lichtensteinii), de Lichtensteiniana (een geslacht van vlinders) en de antiloopsoort Alcelaphus lichtensteinii.

### Publicaties (selectie)
- Hinrich Lichtenstein: Reisen im südlichen Afrika, 1810
- Hinrich Lichtenstein: Zur Geschichte der Sing-Akademie in Berlin. Nebst einer Nachricht über das Fest am funfzigsten Jahrestage Ihrer Stiftung und einem alphabetischen Verzeichniss aller Personen, die ihr als Mitglieder angehört haben. Verlag Trautwein, Berlin 1843.

- Bibsys: 10023585
- Bibliothèque nationale de France: cb144128009 (data)
- Author citation (botany): Licht.
- CiNii: DA11688532
- Digitale Bibliotheek voor de Nederlandse Letteren: lich017
- Gemeinsame Normdatei: 100190014
- International Standard Name Identifier: 0000 0000 8146 6080
- Library of Congress Control Number: nr94034346
- Nationale Bibliotheek van Tsjechië: nlk20010096806
- Nationale bibliotheek van Australië: 35304801
- Nationale Bibliotheek van Israël: 987007288327205171
- Nationale Bibliotheek van Polen: a0000001961016
- Nederlandse Thesaurus van Auteursnamen: 070655057
- Réseau des bibliothèques de Suisse occidentale: 02-A011615864
- Istituto Centrale per il Catalogo Unico: SBLV131017
- LIBRIS: 71274
- SNAC: w6gb36m9
- Système universitaire de documentation: 085852120
- Trove: 904827
- Virtual International Authority File: 66680249
- WorldCat: E39PBJy8yq4DMtfxYCjbfGXrv3